# Метод Фрейда
«Метод Фрейда» — российский детективный телесериал кинокомпании «Star Media», демонстрировавшийся на Первом канале с 8 января 2013 года по 4 февраля 2016 года, когда в эфир вышел весь первый сезон и первые четыре серии второго, после чего он был снят с эфира по причине низких рейтингов.
Полностью второй сезон телесериала был показан в российском телеэфире с 9 по 12 января 2019 года на канале «Пятница!».

## Сюжет
В следственном отделе прокуратуры введена должность консультанта, которым становится психолог по образованию Роман Фрейдин по прозвищу «Фрейд» (в честь основателя психоанализа Зигмунда Фрейда). Его появление обусловлено необходимостью применения нетрадиционных методов борьбы с преступностью. В расследовании преступлений Фрейдин опирается на свою интуицию и использует современные научные методики. Он восстанавливает картины событий, создаёт психофизические портреты преступников, прогнозирует их действия. Каждый раз Фрейдин приходит к выводу, что трагедии можно было избежать и что зачастую человек, нарушивший закон, не отъявленный преступник, а просто запутался в жизненных обстоятельствах.

## Роли исполняют

### В главных ролях
- Иван Охлобыстин — Роман Витальевич Фрейдин («Фрейд»), психолог-консультант следственного отдела
- Наталия Антонова — Анна Николаевна Кораблина, начальник следственного отдела, подполковник юстиции (советник юстиции, хотя в 11 серии 1-го сезона и Галчанский и другие многократно называют её капитаном, юристом 1 класса), влюблённая в Романа Фрейдина
- Павел Прилучный — Сергей Алексеевич Невежин, сотрудник следственного отдела, капитан юстиции (юрист 1 класса)
- Артур Ваха — Вячеслав Дмитриевич Галчанский, начальник следственного управления, государственный советник юстиции 3 класса (генерал-майор прокуратуры), друг «Фрейда»
- Алексей Гришин — Виктор Иванович Перницкий, заместитель начальника следственного отдела, советник юстиции (подполковник юстиции)
- Елена Николаева — Лидия Сергеевна Фадеева, сначала стажёр, а потом следователь следственного отдела (первый сезон, все серии)
- Ольга Дибцева — Людмила Шуваева, следователь, сотрудница следственного отдела, старший лейтенант юстиции (юрист 2 класса) (второй сезон, серии № 1-11. Убита)
- Роман Полянский — Олег Сторожев, следователь, сотрудник следственного отдела (второй сезон, все серии)
- Александра Ребено́к — Климова, следователь, новый сотрудник следственного отдела, старший лейтенант юстиции (юрист 2 класса) (второй сезон, серия № 12)

### В ролях
- Наталья Рычкова — Кристина (первый сезон, серия № 1)
- Юрий Борисов — Сергей, грабитель (первый сезон, серия № 2)
- Варвара Бородина — Елена (первый сезон, серия № 2)
- Сергей Колешня — Кузнецов, сотрудник ДПС (первый сезон, серия № 2)
- Павел Капитонов — директор Дома культуры (первый сезон, серия № 2)
- Наталья Заякина — Любовь (Любаша) Маркина, покупательница (первый сезон, серия № 2)
- Денис Старков — Виктор Саранчук (первый сезон, серия № 3)
- Стелла Ильницкая — мачеха Марии (первый сезон, серия № 4)
- Евгений Волоцкий — полицейский (первый сезон, серия № 4)
- Азамат Нигманов — Алмаз (первый сезон, серия № 4)
- Александр Ливанов — Тимофей Медведев, пластический хирург (первый сезон, серия № 5; второй сезон, серия № 12)
- Александр Воробьёв — Кирилл Галиев, биржевой маклер (первый сезон, серия № 6)
- Анастасия Меськова —  Алина Милованова, брокер (первый сезон, серия № 6)
- Анна Касаткина-Барац — мать Максима (первый сезон, серия № 7)
- Анна Каменкова — Влада Волошина, писательница-романистка («литературный негр»), бывшая учительница химии (первый сезон, серия № 8)
- Александр Кузнецов — хозяин издательства (первый сезон, серия № 8)
- Андрей Заводюк — Альберт Семёнович Макеев, главный редактор издательства (первый сезон, серия № 8)
- Артём Кретов — работник прокуратуры (первый сезон, серия № 8)
- Маргарита Быстрякова — Инга (первый сезон, серия № 9)
- Алла Подчуфарова — Алёна Сосновская (первый сезон, серия № 9)
- Виктор Маркин — Михаил Никифоров (первый сезон, серия № 9)
- Вячеслав Яковлев — Осипов («Призрак»), учитель физики (первый сезон, серия № 12)
- Марк Подлесный — Николай
- Ольга Ефремова — Нестерова
- Алексей Аптовцев — Карташов
- Михаил Люлинецкий — сержант МВД
- Анастасия Дюкова — Ирина Антонова
- Ефим Банчик — Сандро, повар
- Татьяна Лютаева — Надежда (второй сезон, серии № 1, 2, 7)
- Виталий Зикора — Владислав Витальевич Лавров, генерал (второй сезон, серии № 1-3, 10-12)
- Георгий Швечков — сотрудник
- Артём Волобуев — Михеев, сотрудник ДПС
- Игорь Скурихин — начальник РОВД
- Александр Голубков — Евгений Ильенко
- Владимир Шульга — отец Марии
- Яна Чигир — Мария Афанасьева
- Юрий Оленников — врач
- Евгений Бойцов — Алексей, полицейский
- Наталья Иохвидова — врач скорой помощи
- Григорий Иванец — Николай Посохов
- Иван Жвакин — Антон Давыдов, альпинист
- Родион Долгирев — Игорь Викторович Горохов, нацист
- Дмитрий Малашенко — Лев Демьянов, журналист
- Сергей Чугин — Илья Алексеенко, нацист
- Дмитрий Блохин
- Елена Подкаминская — Елена Полонская, врач-реаниматолог, любовница «Фрейда» (второй сезон, серии № 1, 2, 10)
- Александр Тютин — Вадим Антонович Печорин, депутат (второй сезон, серия № 3)
- Евгений Никитин — Григорий Ратник, глава аудиторской фирмы (второй сезон, серии № 5, 8, 9, 10, 12)
- Кирилл Кяро — Степан (Стив), супер-хакер, друг «Фрейда» (второй сезон, серии № 6-7)
- Юлия Галкина — Мария Долинина, писательница (второй сезон, серия № 6)
- Сергей Петров — Глеб Фёдоров (серия № 6)
- Дмитрий Куличков — Сергей Соколов (второй сезон, серия № 7)
- Дмитрий Брусникин — Пётр Петрович Никифоров, прокурор Антарского района (второй сезон, серия № 11)
- Марина Брусникина — Маргарита (второй сезон, серия № 11)